# Nematocarcinidae
Famille
Les Nematocarcinidae sont une famille de crevettes de l'ordre des Decapoda.

## Liste des genres
Selon World Register of Marine Species (26 décembre 2018) :
- genre Lenzicarcinus Burukovsky, 2005
- genre Macphersonus Burukovsky, 2012
- genre Nematocarcinus A. Milne-Edwards, 1881
- genre Nigmatullinus Burukovsky, 1991
- genre Segonzackomaius Burukovsky, 2011

## Publication originale
- Smith, 1884 : Report on the decapod Crustacea of the Albatross dredgings off the East coast of the United States in 1883. Reports of the United States Fisheries Commission, vol. 10, n. 1, pp. 345-426 (texte intégral) (en).